# Joseph Gregory Vath

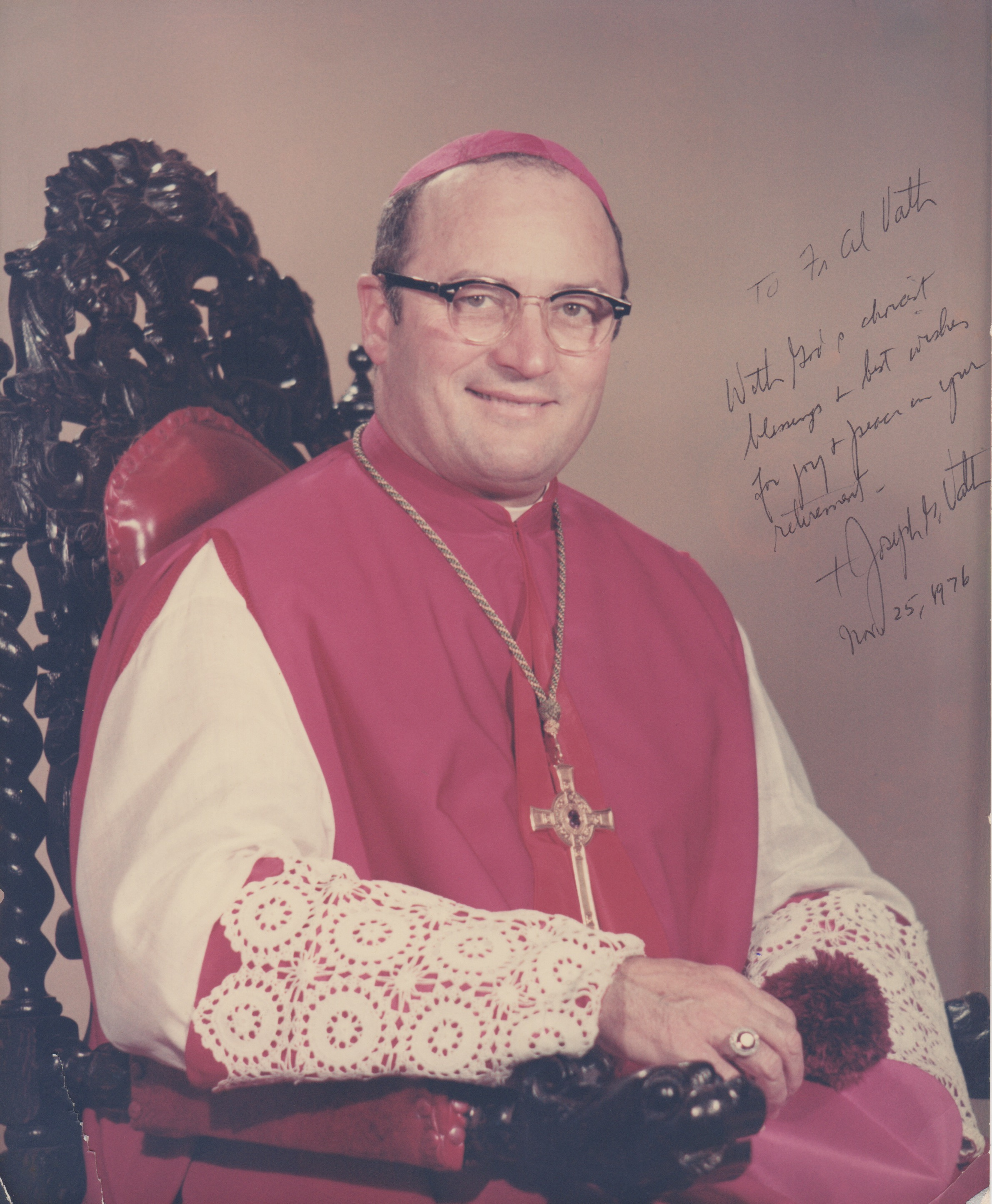
Joseph Gregory Vath

Joseph Gregory Vath (* 12. März 1918 in New Orleans, Louisiana; † 14. Juli 1987 in Birmingham, Alabama) war ein römisch-katholischer Geistlicher und von 1969 bis zu seinem Tod 1987 Bischof von Birmingham im US-Bundesstaat Alabama.

## Leben
Joseph Gregory Vath wurde am 12. März 1918 in New Orleans im US-Bundesstaat Louisiana geboren. Er empfing am 7. Juni 1941 im Alter von 23 Jahren die Priesterweihe und wurde zum Priester der Ascension Catholic Church in Donaldsonville, Louisiana, bestellt. Hier war er von 1941 bis 1946 tätig und war danach als Reverend in verschiedenen anderen Kirchen in Louisiana aktiv. Wenige Tage vor seinem 48. Geburtstag wurde er am 4. März 1966 zum Auxiliarbischof des Bistums Mobile-Birmingham ernannt und wurde gleichzeitig der erste Titularbischof von Novaliciana. Letztgenanntes Amt hatte er daraufhin ab dem 26. Mai 1966 inne, nachdem er die Ordination hierfür erhielt. Nachdem der 51-jährige am 29. September 1969 von Papst Paul VI. zum ersten Bischof von Birmingham ernannt wurde, legte er dementsprechend seine anderen Ämter nieder. Das Bistum Birmingham selbst entstand bereits am 28. Juni 1969 infolge der Teilung des Bistums Mobile-Birmingham und wurde dem Erzbistum New Orleans als Suffraganbistum unterstellt.
Nach über 18 Jahren als Bischof des Bistums Birmingham im US-Bundesstaat Alabama starb Vath am 14. Juli 1987 im Alter von 69 Jahren an einem Herzinfarkt im Universitätskrankenhaus der University of Alabama at Birmingham. Seine Beisetzung erfolgte am westlichen Vorplatz der zu dieser Zeit bereits denkmalgeschützten Saint Paul’s Cathedral von Birmingham.